# Leyla Akhmerova
Leyla Begnyazovna Akhmerova (russe : Лейла Бегнязовна Ахмерова), née le 1er mai 1957, est une ancienne joueuse soviétique d'origine ouzbèke de hockey sur gazon. Elle est médaillée de bronze aux Jeux de 1980.

## Carrière
Leyla Akhmetova fait partie de l'équipe soviétique de hockey sur gazon qui remporte la médaille de bronze aux Jeux olympiques d'été de 1980.

## Palmarès

### Jeux olympiques
- médaille de bronze du tournoi féminin en 1980 à Moscou,  Union soviétique